# Cyathea suluensis
Cyathea suluensis är en ormbunkeart som beskrevs av Bak. Cyathea suluensis ingår i släktet Cyathea och familjen Cyatheaceae. Inga underarter finns listade.